# Ophiostigma tenue
Ophiostigma tenue är en ormstjärneart som beskrevs av Christian Frederik Lütken 1856. Ophiostigma tenue ingår i släktet Ophiostigma och familjen trådormstjärnor. Inga underarter finns listade i Catalogue of Life.